# チュパカブラ

チュパカブラ

チュパカブラ（西: Chupacabra）は、主に南米や米・プエルトリコで目撃される吸血UMAである。チュパカブラスとも言う。

## 概要
この生物によって家畜の血が吸われたという報告が相次ぎ、スペイン語で「吸う」という意味の「チュパ」と、「ヤギ」という意味の「カブラ」から、「チュパカブラ（ヤギの血を吸う者）」と呼ばれるようになった。英語では、これを直訳して「ゴートサッカー（Goatsucker）」と呼ばれる。
1995年2月頃に初めてプエルトリコでその姿が目撃され、チリやメキシコ、アルゼンチンなどの南米各地、さらにはアメリカ本土にまでその目撃例がある。その被害は家畜に留まらず、人間も襲われている。これは現地でニュースとして扱われており、日本でも一部報道された。「チュパカブラによるものではないか」という推測を含めれば、被害件数は1000件を軽く超えるという話もある。しかし、単にヒステリックに騒がれたと思われる例もあり、厳密に統計がとられているわけでもないので確定されてはいない。大半の目撃例は皮膚病を患って毛が抜けたコヨーテだという。

## 特徴
各々の目撃報告に細かな違いはあるが、身長は約1メートル～1.8メートル程度。全身が毛に覆われていて、赤い大きな目をしており、牙が生えていて、背中にトゲ状のものがある。直立する事が可能で、カンガルーやノミのように飛び跳ねて、2～5メートルもの驚異的なジャンプ力を持つ。もしくは、翼を持っていて空を飛んだという証言もある。ヤギをはじめとする家畜や人間を襲い、その血液を吸う。血を吸われたものの首周辺には、2箇所から4箇所の穴が開いている。一説には細長い舌で穴を開けて血を吸い出したというものもあるが、牙によるものとも考えられる。
なお、報告されるチュパカブラの特徴は時間とともに変化している。1995年に騒がれ始めた頃には、二足歩行をし背中にトゲが生えているという報告が多かったが、1990年代後半ごろから四足歩行をするイヌのような描写が増加し、2000年ごろにはほとんどが後者の報告で占められるようになった。

## 正体

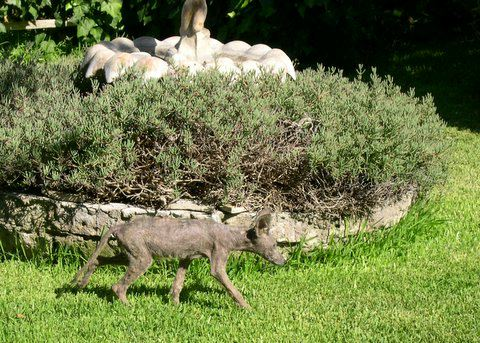
病により、毛が抜け落ちたコヨーテ。一部の目撃情報は、夜間などに、このようなコヨーテを見て怪物と勘違いしたものとされる。

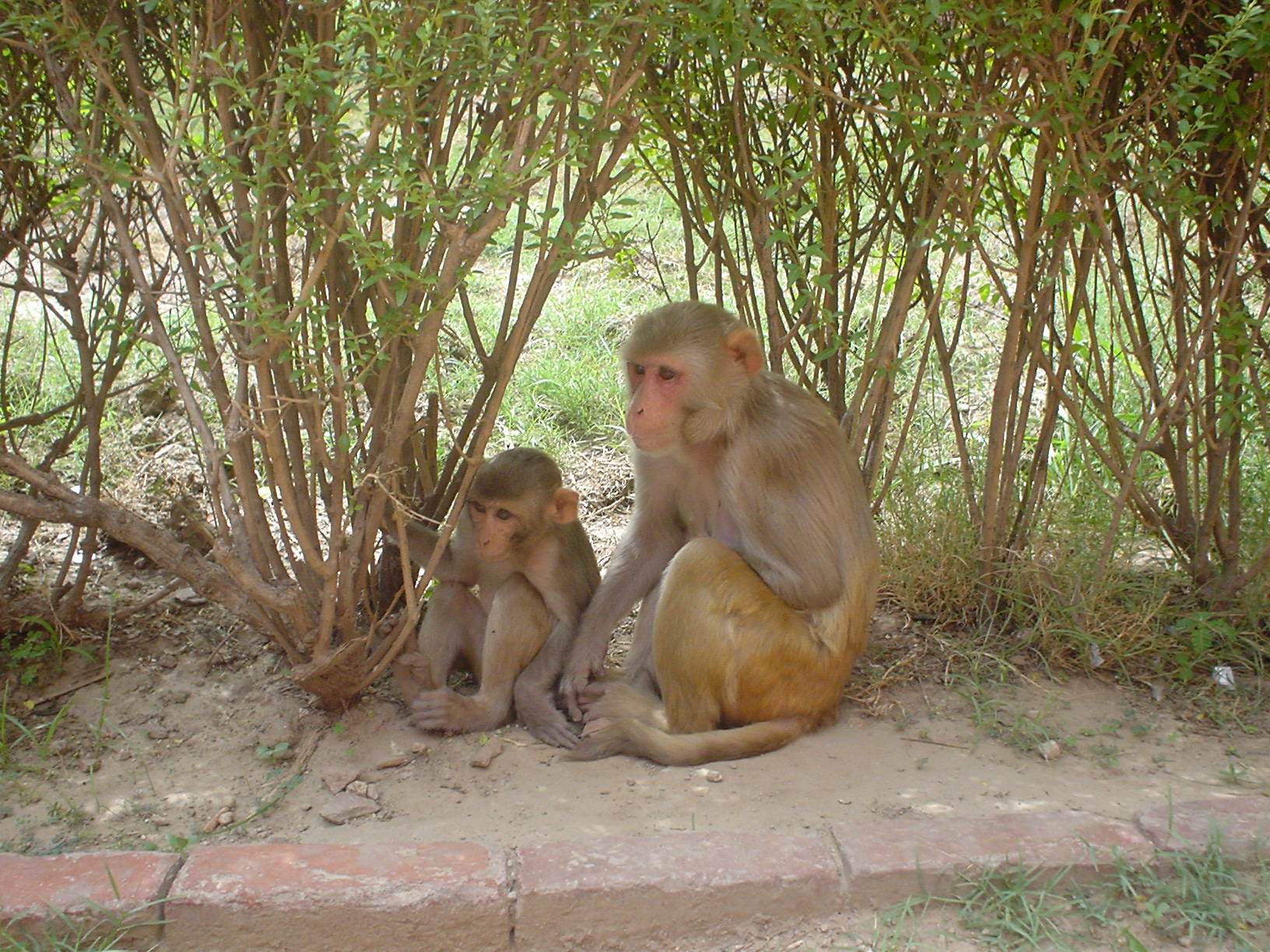
アカゲザル。一部の目撃情報は、この猿を見間違えたものと考えられている。

毛や骨が採取され、写真・VTR撮影されるなど、様々な証拠らしき物はあがっているが、一部偽物（作り物のチュパカブラを撮影したものや、映画の引用など）であることがわかっており、どれも決定的なものではなかった。いまだチュパカブラについては、わからないことや曖昧な部分も多い。また、目撃地域のまわりを取り巻く環境もあってか、その正体についての様々な説がある。
動物説
野犬やオオカミ、コヨーテなどを誤認したものという説。家畜を襲う肉食動物をチュパカブラと見間違えたというもので、報告の一部はこの動物説で説明できる。特にコヨーテは疥癬を患うと重症化しやすく、毛が抜け落ち皮膚にしわが寄った姿は一見すると奇怪な生物に見える。これは2000年ごろから主流になった「四足歩行をするチュパカブラ」の描写に合致する。また病気で体が弱ったコヨーテは野生の獲物を襲うことが困難になるため、代わりに家畜を襲う傾向にある。実際に、チュパカブラの目撃例で、正体が特定できたものの大半は病気のコヨーテだと判明している。この他に初期に多かった「二足歩行をする」という目撃例は、アカゲザルの見間違えという説がある。当時のプエルトリコではアカゲザルが実験動物としてよく用いられていた。プエルトリコの環境省や自然省の研究では実際に血は吸われておらずマンドリルや野犬による攻撃と指摘されている。
想像説
動物説にも関連するが、野生生物の姿が、想像・先入観によりチュパカブラの姿に誇張されたというもの。初期の目撃例に多かった「背中にトゲがある」「二足歩行する」という描写は、1995年に公開されたホラー映画『スピーシーズ 種の起源』に登場する宇宙人の特徴とよく一致し、その影響ではないかと言われている。
人間説
悪魔崇拝者のカルト集団が儀式なようなものを行い、家畜が殺害されたとされる説。
実験・生物兵器説
軍や政府による遺伝子操作実験を行った動物が逃げ出したという説。生物兵器開発の過程で生み出された新生物という話も同様に聞かれる。派生した説として、軍によって実験に使われた宇宙人であるというものもある。
未確認生物説
ジャージー・デビルやモスマンなどのUMAが、チュパカブラとして目撃されたという説。
宇宙人説
宇宙人の作った生物や、宇宙人そのものという説。大きな目などグレイと共通する点が見受けられることから、異星人の変種であるという話がある。実際チュパカブラが目撃された地域では、UFOの目撃例が多いという土台があったこともこの説が浮上した要因と思われる。
昆虫説
蛆などが大量に発生した場合、血液を餌にするので血が抜かれた状態になる。